# Pietro Sassoli
Pietro Sassòli (Ficarolo, 13 giugno 1884 – Roma, 14 aprile 1946) è stato un compositore e direttore d'orchestra italiano.

## Biografia
Trascorse alcuni anni della sua fanciullezza a Corfù, dove il padre era direttore del locale Conservatorio. Nel 1911 sposò Margherita Caroselli dalla quale ebbe due figlie, Francesca, nata nel 1912 e morta nel 1924 di tifo a Roma e Climene nata nel 1914. Fu uno dei primi compositori e direttori d'orchestra a lavorare all'inizio del cinema sonoro italiano: collaborò tra gli altri con Alessandro Blasetti ed Ettore Petrolini, e diresse le musiche per alcuni dei primi film di Roberto Rossellini.
È deceduto a Roma nell'aprile del 1946 all'età di 47 anni.

## Filmografia

### Compositore colonne sonore
- Corte d'Assise, regia di Guido Brignone (1930)
- Nerone, regia di Alessandro Blasetti (1930)
- Cortile, regia di Carlo Campogalliani (1930)
- Medico per forza, regia di Carlo Campogalliani (1931)
- Il solitario della montagna, regia di Wladimiro De Liguoro (1931)
- Stella del cinema, regia di Mario Almirante (1931)
- Terra madre, regia di Alessandro Blasetti (1931)
- La cantante dell'Opera, regia di Nunzio Malasomma (1932)
- Ritorno alla terra, regia di Mario Franchini (1934)
- L'ambasciatore, regia di Baldassarre Negroni (1936)
- I mariti (Tempesta d'anime), regia di Camillo Mastrocinque (1941)
- Rita da Cascia, regia di Antonio Leonviola (1943)

### Direzione d'orchestra
- La canzone dell'amore, regia di Gennaro Righelli (1930)
- La lanterna del diavolo, regia di Carlo Campogalliani (1931)
- La scala, regia di Gennaro Righelli (1931)
- La tavola dei poveri, regia di Alessandro Blasetti (1932)
- L'ultima avventura, regia di Mario Camerini (1932)
- Ettore Fieramosca, regia di Alessandro Blasetti (1938)
- Un'avventura di Salvator Rosa, regia di Alessandro Blasetti (1939)
- La corona di ferro, regia di Alessandro Blasetti (1941)
- Un garibaldino al convento, regia di Vittorio De Sica (1942)
- Paura d'amare, regia di Gaetano Amata (1942)
- Odessa in fiamme, regia di Carmine Gallone (1942)
- Un pilota ritorna, regia di Roberto Rossellini (1942)
- La maestrina, regia di Giorgio Bianchi (1942)
- L'uomo dalla croce, regia di Roberto Rossellini (1943)
- Tristi amori, regia di Carmine Gallone (1943)
- Vietato ai minorenni, regia di Mario Massa e Domenico Gambino (1944)
- Nessuno torna indietro, regia di Alessandro Blasetti (1945)
- L'abito nero da sposa, regia di Luigi Zampa (1945)
- La sua strada, regia di Mario Costa (1946)